# Gurubenua
Gurubenua is een bestuurslaag in het regentschap Karo van de provincie Noord-Sumatra, Indonesië. Gurubenua telt 1513 inwoners (volkstelling 2010).